# パンジャブ・バーグ東駅
パンジャブ・バーグ東駅（英語：Punjabi Bagh East、ヒンディー語：पंजाबी बाग़）は、インドデリーにあるデリー・メトログリーンラインの駅である。